# Кроссовер (баскетбол)
Кроссовер (англ. Crossover, досл. — пересечение) — манёвр в баскетболе, при котором игрок во время дриблинга резко посылает мяч с одной руки на другую, изменяя направление движения. Этот элемент применяется для создания свободного пространства перед собой и дальнейшего прохода к кольцу, либо броска в прыжке. Благодаря кроссоверу игрок с мячом получает преимущество над защитником, который тратит некоторое время, чтобы отреагировать на смену направления своего оппонента и последовать за ним. Используется этот элемент дриблинга, в основном, разыгрывающими и атакующими защитниками.

## Разновидности

### Классический кроссовер
Перевод мяча перед собой вместе с резкой сменой направления. Выдающийся исполнитель — Майкл Джордан.

### Полукроссовер
Обманное движение на перевод перед собой: рука с мячом движется перед туловищем в противоположную сторону вместе с соответствующим поворотом головы, а затем мяч быстро отталкивается обратно. Выполняется без промежуточного удара в пол и позволяет обыграть оппонента, двигаясь в ту же сторону. Выдающийся исполнитель — Крис Пол.

### Двойной кроссовер
Два последовательных перевода мяча. Могут выполняться разные переводы: перед собой, между ног, за спиной. Используется, по большей части, для выведения защитника из равновесия. Выдающийся исполнитель — Аллен Айверсон.

### Кроссовер-убийца
Длинный шаг вперёд-в сторону с последующим обратным переводом мяча между ног и шагом назад. Помогает освободиться от плотной опеки. Выдающийся исполнитель — Тим Хардуэй.